# Юваль Фрейліх
Юваль Фрейліх (24 січня 1995) — ізраїльський фехтувальник на шпагах, чемпіон Європи, учасник Олімпійських ігор 2024 року. 

## Виступи на Олімпіадах
| Олімпіада  | Дисципліна          | Місце |
| ---------- | ------------------- | ----- |
| Париж 2024 | індивідуальна шпага | 19    |